# Leogorrus
Leogorrus is een geslacht van wantsen uit de familie van de Reduviidae (Roofwantsen). Het geslacht werd voor het eerst wetenschappelijk beschreven door Carl Stål in 1859.

## Soorten
Het genus bevat de volgende soorten:

- Leogorrus fasciatus Champion, 1899
- Leogorrus formicarius (Fabricius, 1803)
- Leogorrus immaculatus Champion, 1899
- Leogorrus incommodus (Walker, 1873)
- Leogorrus insculptus Hussey, 1953
- Leogorrus interruptus Champion, 1899
- Leogorrus litura (Fabricius, 1787)
- Leogorrus longiceps Champion, 1899
- Leogorrus minusculus (Walker, 1873)
- Leogorrus ochropus (Stål, 1855)
- Leogorrus pallipes Stål, 1872
- Leogorrus picturatus Stål, 1872
- Leogorrus venator Stål, 1862
- Leogorrus xanthospilus (Walker, 1873)